# مزار شهدا (محمد أباد كرمان)
مزار شهدا (بالإنجليزية: Mazar-e Shaheda)‏ هي منطقة سكنية تقع في إيران في كرمان. يقدر عدد سكانها بـ 83 نسمة .